# La giuria deve morire
La giuria deve morire  (titolo originale: The jury must die) è un thriller della scrittrice statunitense Carol O'Connell pubblicato in Italia da Piemme nel 2004.

## Trama
Quello contro Ian Zachary doveva essere un processo dall'esito scontato. Troppe e schiaccianti prove a suo carico. Ma la giuria, con un incomprensibile verdetto unanime, lo assolve. Da quel momento qualcuno inizia una caccia spietata ai dodici giurati, e li uccide soffocandoli nel loro stesso sangue. Kathy Mallory, geniale e spericolata detective della Sezione Crimini Speciali, vuole salvare ad ogni costo i superstiti, che vivono terrorizzati e nascosti. È una corsa contro il tempo, un gioco crudele popolato di personaggi indimenticabili, dall'ex poliziotto Riker alla giurata Johanna Apollo, psicologa misteriosa e segnata da una crudele deformità, che su questa torbida vicenda sembra saperne più di chiunque altro. Prima che anche per lei sia troppo tardi, Kathy deve convincerla a collaborare. E inchodare il "giustiziere" che scrive le sentenze con il sangue.

## Edizioni in italiano
- Carol O'Connell, La giuria deve morire, traduzione di Maria Clara Pasetti, Piemme, Casale Monferrato 2004 ISBN 978-88-384-5461-5
- Carol O'Connell, La giuria deve morire, traduzione di Maria Clara Pasetti, Piemme Pocket, Casale Monferrato c2005 ISBN 88-384-1017-8
- Carol O'Connell, La giuria deve morire, traduzione di Maria Clara Pasetti, Piemme, Casale Monferrato 2006 ISBN 88-384-8578-X
- Carol O'Connell, La giuria deve morire, traduzione di Maria Clara Pasetti, Piemme, Casale Monferrato 2007 ISBN 978-88-384-6893-3